# Eilema conformis
Eilema conformis är en fjärilsart som beskrevs av Walker 1854. Eilema conformis ingår i släktet Eilema och familjen björnspinnare. Inga underarter finns listade i Catalogue of Life.